# Усмішка (оповідання)
«Усмішка» — оповідання американського письменника Рея Бредбері, написане у 1952 році. Твір Р. Д. Бредбері «Усмішка» — застереження від можливого лиха, про майбутнє людства, занепад цивілізації, загибель краси, ідеалів, адже, на думку автора, люди є творцями свого майбутнього. Оповідання про те, як у далекому майбутньому люди знищили «Джоконду» Леонардо да Вінчі, а маленький хлопчик Том врятував шматочок полотна з усмішкою Джоконди.

## Сюжет
У оповіданні Рей Бредбері описує, як у майбутньому люди знищили картину італійського художника доби Відродження Леонардо да Вінчі «Джоконда». Події відбуваються в зруйнованому місті з радіоактивними полями довкола та дорогами, що зіпсовані бомбами. Жителі великого міста, які вижили після атомних бомбувань, сповнені ненависті до минулого. Грігсбі, один із героїв твору, пояснює: «Люди ненавидять те, що їх занапастило, що їхні життя поламало. Уже так вони влаштовані. Нерозумно, можливо, але така людська природа».
Люди, які стоять у черзі, не можуть дозволити собі купити за один пенні напій з ягід. Для них святковими є події, коли знищують книги, коли розбили кувалдою останній автомобіль. Восени 2061 року вони влаштовують свято: ламають усе, що збереглося після катастрофи. Свідком подій став хлопчик Том. Він стає в чергу — влада дозволяє кожному охочому плюнути на картину Леонардо да Вінчі. Люди плюють і рвуть картину на шматки, ламають раму. Слідом за дорослими хлопчик ухопив шматочок полотна і затиснув його в руці. Він бачив, як «баби жували шматки полотна; як чоловіки розламували раму, піддавали ногою тверді клапті, рвали їх на дрібні-дрібні шматочки». Том повертається додому, там розкриває долоню й при світлі місяця бачить, що йому дісталася усмішка Джоконди. У фантастичному сюжеті автор привертає увагу до проблем майбутнього людства, занепаду цивілізації. Це твір-пересторога, попередження про катастрофу, до якої може призвести бездуховність технізованого суспільства. Письменник переконаний, що духовне відродження людства починається з духовного відродження кожної людини.

## Жанр
Твір Рея Бредбері «Усмішка» — оповідання, адже написана у прозовій формі, невелика за обсягом і в ньому зображується одна подія з життя одного, або двох сформованих персонажів. Фантастика, антиутопія. Зображена одна подія — «свято» знищення картини. Події відбуваються протягом одного дня з ранку до ночі.
Сюжет напружений, динамічний. Фінал несподіваний. Особливу увагу приділено роздумам Тома і його протистоянню натовпу.

## Головні герої
- картина Л. да Вінчі «Джоконда»,
- хлопчик Том,
- Грігсбі,
- один з черги,
- натовп,
- поліція

## Символічні образи
- Картина Леонардо да Вінчі «Джоконда» символізує мистецтво і красу.
- Усмішка Джоконди — втілення краси, добра і великої сили мистецтва
- Том — символ нового покоління
- Ранок символізує початок нового, надію на краще

Фінал твору також символічний, адже дитина і ранок — це символи майбутнього.